# Нагорний (Новосергієвський район)
Наго́рний (рос. Нагорный) — селище у складі Новосергієвського району Оренбурзької області, Росія.

## Населення
Населення — 5 осіб (2010; 39 у 2002).
Національний склад (станом на 2002 рік):
- росіяни — 54 %